# 龙潭镇 (霍邱县)
龙潭镇，是中华人民共和国安徽省六安市霍邱县下辖的一个乡镇级行政单位。

## 行政区划
龙潭镇下辖以下地区：
龙潭村、杨楼村、三里村、小河集村、庙岗村、朱圩村、石庙村、陈棚村、裴桥村、龙王庙村、高庄村和新桃村。